# USS Despatch
El USS Despatch fue un buque de vapor de la Marina de los Estados Unidos en servicio de 1873 a 1891.

## Hundimiento
Tras transportar al Secretario de Marina Benjamin F. Tracy en un crucero por la costa de Nueva Inglaterra para pasar revista a la flota en agosto de 1891, el Despatch recaló en Nueva York, desde donde zarpó rumbo a Washington D. C., el 9 de octubre de 1891. En la madrugada del 10 de octubre, en medio de un vendaval, naufragó en la isla Assateague, frente a la costa de Virginia. Con la ayuda de los hombres de la Estación de Salvamento de Assateague del Servicio de Salvamento de los Estados Unidos, toda la tripulación del Despatch llegó a tierra sana y salva.
El pecio del Despatch fue vendido para su salvamento y desguace el 12 de noviembre de 1891.